# Foiade
Le foiade o fojade sono un piatto tipico bergamasco. 

## Descrizione
Le foiade sono ritagli di pasta fresca a base di farina (di mais, castagne o semplicemente farina di grano tenero) e uova. La sottile sfoglia così ottenuta viene poi tagliata in quadratini oppure in nastri  che vengono poi conditi in vari modi, ad esempio con il formaggio branzi.
A Bergamo e provincia venivano preparate nei giorni di festa. Oggi si gustano nelle fiere, nei ristoranti tipici delle valli (ad esempio la Val Brembana, Val Taleggio, Valle Imagna solo per citarne alcune).